# Агриппа (имя)
Агри́ппа — мужское имя латинского происхождения. Производные формы: Агрипка, Грипа. Отчества: Агриппич, Агриппична.
Происходит от римского имени (преномена) Agrippa. Плиний Старший утверждал что это древнее имя, ведущее со времён Республики, обозначало детей, родившихся вперед ногами.
Именины: 3 марта, 14 ноября.

## Носители
Древний Рим:
- Агриппа Сильвий — мифический царь Альба-Лонги.
- Агриппа Менений Ланат (ум. 493 до н. э.) — консул 503 до н. э.
- Агриппа Фурий Фуз (консул)
- Агриппа Менений Ланат (консул 439 года до н. э.)
- Агриппа Фурий Фуз (военный трибун)
- Марк Азиний Агриппа (9 год до н. э. — 26 год н. э.) — консул.
- Марк Випсаний Агриппа (63 — 12 до н. э.) — римский полководец и государственный деятель, зять Августа.
- Марк Випсаний Агриппа Постум (Агриппа Постум) (12 год до н. э. — 14 год н. э.) — сын предыдущего.
- Луций Юлий Цезарь Випсаниан (Луций Випсаний Агриппа) (17 год до н. э. — 2) — брат предыдущего.
- Гай Юлий Цезарь Випсаниан (Гай Випсаний Агриппа) — брат предыдущего.
- Децим Гатерий Агриппа — государственный деятель, племянник предыдущего.

Иудея:
- Ирод Агриппа I (10 г до н. э. — 44 г.) — иудейский царь.
- Ирод Агриппа II (27 — 93) — иудейский царь, сын предыдущего.

Ученые:
- Агриппа — скептический философ.
- Агриппа — древнегреческий астроном, живший в I веке нашей эры.
- Агриппа Кастор — христианский писатель, богослов, апологет II века.
- Агриппа Неттесгеймский — прозвище Генриха Корнелиуса.